# Cicatrisestola
Cicatrisestola is een kevergeslacht uit de familie van de boktorren (Cerambycidae). De wetenschappelijke naam van het geslacht werd voor het eerst geldig gepubliceerd in 1947 door Breuning.

## Soorten
Cicatrisestola omvat de volgende soorten:
- Cicatrisestola elongata Breuning, 1964
- Cicatrisestola flavicans Breuning, 1947
- Cicatrisestola humeralis Martins & Galileo, 1995